# أباكتوكروميس لابروسوس
أباكتوكروميس لابروسوس (الاسم العلمي: Abactochromis labrosus) هو نوع واحد من أسماك القشريات التي تحتوي على نوع واحد. يمزج اسم الجنس بين اللاتينية مع اسم haplochromine شائع الاستخدام. يشمل الاسم منشأ الجنس (جنس Melanochromis) والسلوك الانفرادي للأسماك، (كما لو كان قد أبعدت عن الاجناس الأخرى).
تم العثور على A. labrosus في ملاوي وموزامبيق وتنزانيا. موطنه الطبيعي هو المياه العذبة في بحيرة ملاوي. كانت أكبر عينة برية معروفة (كما هو موضح في الصورة في اليمين) ذات طول قياسي (بدون زعنفة ذيلية) تبلغ 119 ملم (4.7 بوصة).